# Elefante-da-floresta
O elefante-da-floresta ou elefante africano da floresta é uma espécie de elefante encontrada nas florestas da Bacia do Congo. É a menor das três espécies existentes de elefantes, mais ainda assim é um dos maiores animais terrestre vivos. O elefante da floresta e o elefante africano da savana (Loxodonta africana), foram durante muito tempo considerados uma única espécie, até que estudos genéticos indicaram que eles se separaram há pelo menos cerca de 2 a 7 milhões de anos. Antes da colonização da África, pelo menos 2 milhões de elefantes vagavam pelo continente, em 2015 no entanto, a população de elefantes da floresta foi estimada e 100 mil indivíduos, que estão concentrados principalmente nas florestas do Gabão. Devido a uma taxa de natalidade mais lenta, o elefante da floresta leva mais tempo para se recuperar da caça furtiva, o que fez com que sua população caísse 65% entre 2002 e 2014.

## Características

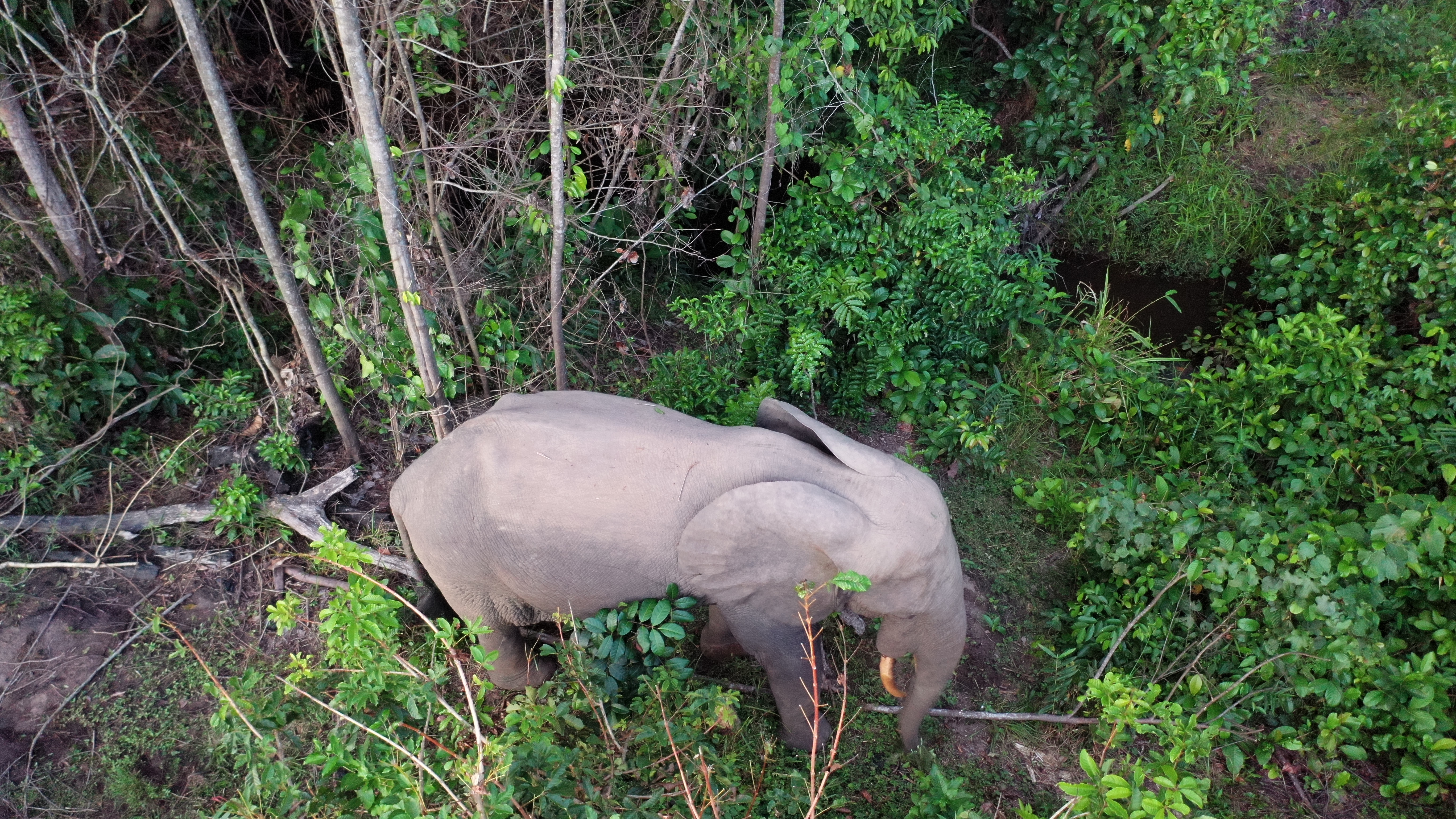
Um elefante-da-floresta macho no Gabão

Geralmente, os elefantes da floresta são menores, mais escuros e possuem orelhas menores e mais arredondadas do que seus parentes da savana. A espécie normalmente tem cinco unhas nas patas dianteiras e quatro nas patas traseiras, assim como o elefante asiático e ao contrário do elefante da savana, que possui quatro nas patas dianteiras e três nas traseiras.
Um elefante da floresta macho raramente ultrapassa os 2,5 m de altura, consideravelmente menor que seu parente da savana, que geralmente tem mais de 3 m e por vezes mais de 4 m de altura. O elefante da floresta também é consideravelmente mais leve, pesando aproximadamente 2,7 toneladas com os maiores espécimes atingindo 6 toneladas. Presumivelmente, um subgrupo de elefantes da floresta pesavam tão pouco quanto 900 kg quando adultos.
Também em comparação com o elefante da savana, o elefante da floresta tem uma mandíbula mais estreita e alongada, e suas presas também são mais retas e curvadas para baixo, além de serem um pouco menores, mais amareladas e acastanhadas. Estas presas de marfim são fortes, e utilizadas principalmente para abrir caminho por entre a densa vegetação de seu habitat. Os elefantes machos adultos da floresta são por vezes conhecidos por terem presas tão longas que chegam a quase tocar o chão, seus marfins podem ter até 1,5 m de comprimento e pesar o equivalente ao peso de um homem adulto. Os machos também costumam usar suas presas para lutar e estabelecer domínio.

## Comportamento social e reprodução
Os elefantes da floresta viajam em grupo menores do que outras espécies de elefantes, a maioria dos quais consistem de 2 a 8 indivíduos e são dominados por uma fêmea, geralmente a mais velha, chamada de matriarca e seus filhos, ou vários grupos de fêmeas e seus descendentes que interagem uns com os outros, especialmente em clareiras florestais. Ao contrário dos elefantes da savana, as manadas de elefantes da floresta não interagem com outros grupos familiares. Os elefantes da floresta machos tendem a ser solitários, só se associam a outros elefantes durante a época de acasalamento, e possuem uma hierarquia de dominância baseada no tamanho.

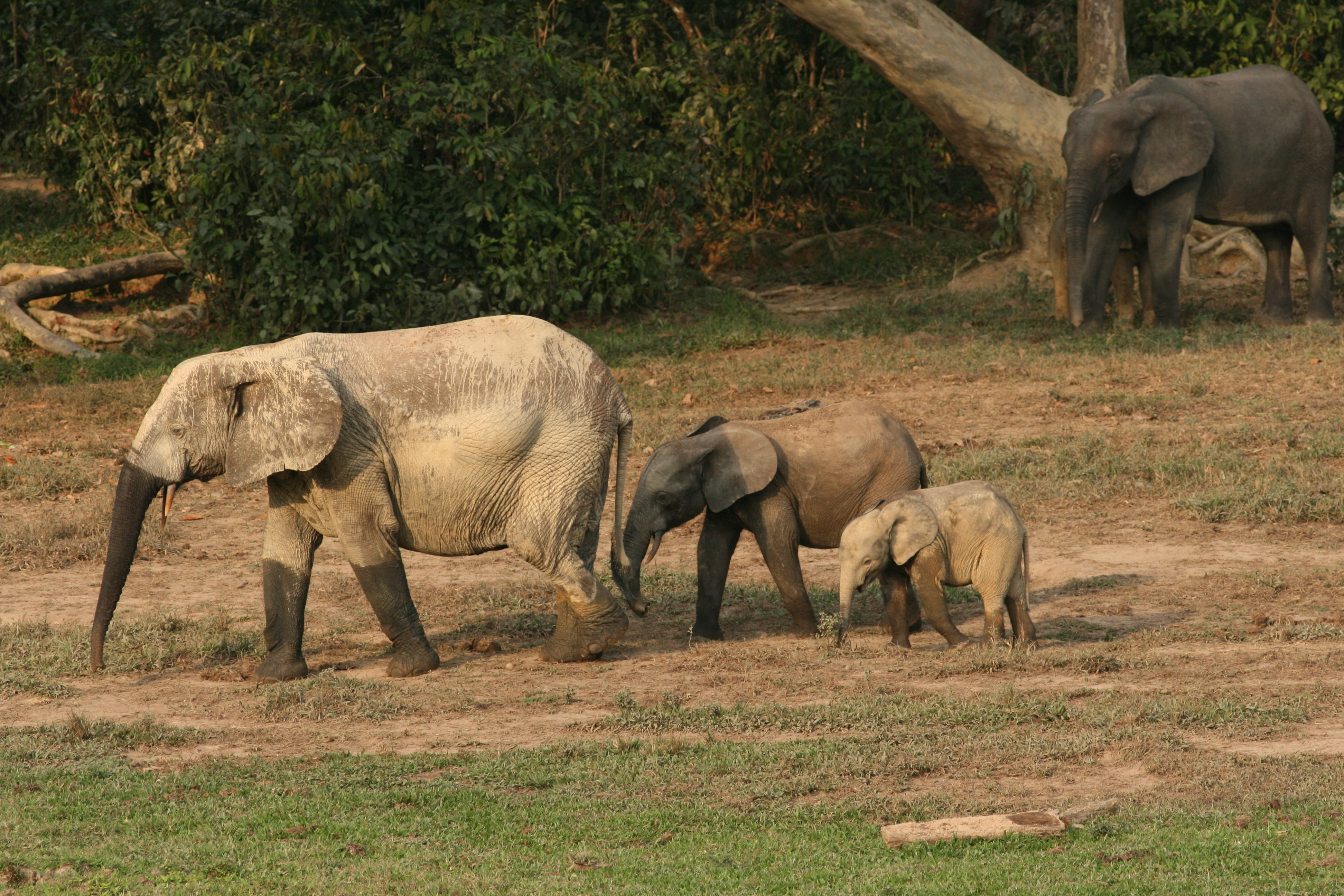
Uma pequena família de elefantes-da-floresta

As fêmeas atingem a maturidade sexual por volta dos 8 ou 12 anos, dependendo da densidade populacional e da nutrição disponível. Em média, elas começam a se reproduzir com idade de 23 anos e dão à luz a cada cinco ou seis anos. Como resultado, a taxa de natalidade é menor do que na espécie da savana, que começa a se reproduzir aos 12 anos e tem um filhote a cada três ou quatro anos. Esse longo período de tempo permite que as mães dediquem toda a atenção que o filhote precisa para ensinar todas as tarefas complexas, como manusear a tromba para poder beber e comer.
Os elefantes bebês nascem pesando cerca de 50 kg, e quase que imediatamente conseguem se levantar e caminhar, permitindo que a mãe vagueie para poder se alimentar. Isso também é importante para a proteção contra predadores. O bebê suga o leite da mãe através de sua boca enquanto a tromba é mantida sobre sua cabeça. Suas presas não começam a crescer antes dos 16 meses e os filhotes não são desmamados até que tenham aproximadamente 4 ou 5 anos de idade. Os elefantes da floresta vivem entre 60 e 70 anos, e amadurecem lentamente, chegando à puberdade no inicio da adolescência.

## Dieta

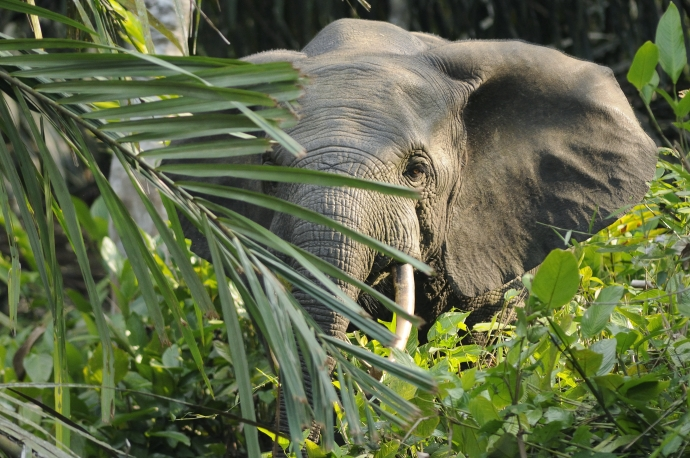
Um elefante-da-floresta se alimentando

O elefante-da-floresta é herbívoro e geralmente come folhas, frutos, cascas e, ocasionalmente, visita depósitos de sal e os lambe. Eles comem uma grande proporção de frutas e às vezes são dispersores únicos de algumas plantas arbóreas como Balanites wilsoniana e Omphalocarpum. Os elefantes frequentemente são chamados de ''jardineiros da floresta'' devido ao seu papel significativo na dispersão de sementes e na manutenção na diversidade de plantas. A maior parte da dieta dos elefantes da floresta, em termos de número de espécies e quantidades consumidas, é constituída de folhas e cascas (70% da dieta dos elefantes). As árvores representavam 73% das espécies consumidas. Em contraste com as populações da savana, os elefantes da floresta parecem se alimentar mais de frutas, sendo que pelo menos 72 espécies diferentes de frutas são consumidas e os restos de pelo menos uma espécie de fruta foi encontrado em 82% das 311 pilhas de esterco frescas estudadas pelos biólogos durante um período de um ano.

## Conservação
Os elefantes da floresta sofrem um declínio acentuado devido à caça furtiva, principalmente devido ao comércio ilegal de marfim. Milhares e milhares de elefantes são mortos todos os anos para abastecer a demanda internacional ilegal de marfim. Cerca de 62% dos elefantes da floresta foram mortos por causa de seu marfim na última década. Ao longo de várias décadas, estima-se que as populações de elefantes da floresta caíram de 700.000 elefantes para menos de 100 mil, com metade das populações remanescentes estando no Gabão.
O marfim dos elefantes-da-floresta é geralmente mais apreciado e valorizado por caçadores ilegais do que os dos elefantes da savana e dos asiáticos, isso é devido aos elefantes-da-floresta possuírem marfins mais pesados do os seus primos da savana e da Ásia, e como o marfim é vendido por peso, ele portanto acaba valendo mais no mercado negro.
O elefante-da-floresta e seu primo, o elefante-africano da savana, estão desde 2008 classificados como ameaçados de extinção. Sua situação é descrita como vulnerável pela União Internacional Para a conservação da Natureza.